# Angostura martiana
Angostura martiana är en vinruteväxtart som först beskrevs av St.-hil., och fick sitt nu gällande namn av B.W.P. de Albuquerque. Angostura martiana ingår i släktet Angostura och familjen vinruteväxter. Inga underarter finns listade i Catalogue of Life.